# プリンプトン322

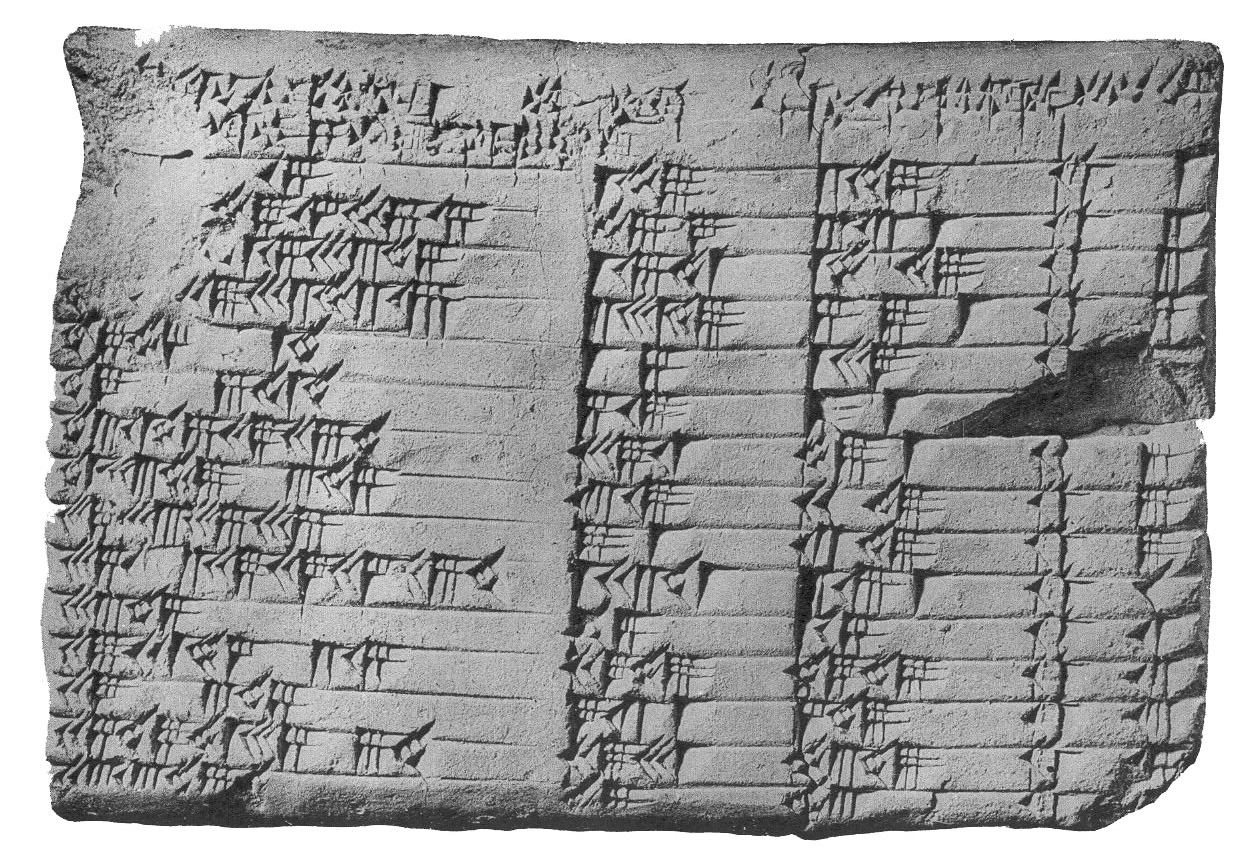
プリンプトン322

プリンプトン322 (Plimpton 322) とは、YBC 7289と双璧をなすバビロニア数学について記された粘土板である。どちらも原始ピタゴラス数と関連している。

## 来歴
呼び名の由来はコロンビア大学にあるG・A・プリンプトンの収集の粘土板の、第322番目のものであることからである。およそ50万ものバビロニアの粘土板が19世紀初めから発掘されてきたが、その内の数千のものが数学の性質についてのものだった。この粘土板は紀元前1800年頃に書かれたものとされ、4列15行の表にその時代の楔形文字で数字が記されている。この粘土板についての一般的な考察は、ジョン・コンウェイとリチャード・ガイ (1996) およびエレノア・ロブソン (en:Eleanor Robson) (2002) を参照のこと。
この粘土板は以前は主にピタゴラス数の表として解釈されてきたが、アメリカ数学協会 (MAA) (en:Mathematical Association of America) はこの解釈に異を唱え、新しい解釈を打ち立てた。ロブソン (2001) はこの粘土板の解釈について、書誌学の観点から批判した。
2018年以降には、「正方形と黄金長方形の間にある、短辺・長辺・対角線の長さが互いに素な自然数である長方形のリスト」であるらしいことが、計算によって確認されている。

## 起源と日時
プリンプトン322は所々欠損している粘土板であり、およそ幅13cm、高さ9cm（パスポートのサイズである ISO の B7 とほぼ同じ。形状比は 1:√2）であり、厚さは約2cmである。ニューヨークの出版業者ジョージ・A・プリンプトンが考古学商エドガー・J・バンクスから1922年頃に（ロブソンによれば、10ドルで）購入したという。そして1930年代中盤、彼のほかのコレクションと共にコロンビア大学に遺贈された。バンクスによると、その粘土板はテル・センケレ（イラク南部の都市、旧ラルサ）から見付かったという。
この粘土板が紀元前1800年頃に書かれたとされているのは、楔形文字の書式を元に推定されたものである。
ロブソン (2002) は、この書式は「4000から3500年前のイラク南部の文書に典型的に見られるもの」と書いている。特に、はっきりと日付が明記されているラルサ出土のほかの粘土板との類似性からも、プリンプトン322は紀元前1822年～1784年に書かれたと推定される。ロブソンはプリンプトン322が、数学的というよりもむしろ行政的な文章と同じ形式で書かれていることを指摘している。

## 書かれている数
プリンプトン322の主な内容は4列15行にわたって記された数の表であるが、その数はバビロニアの60進法で記されている。第4列は単に1から15の行番号を示す。第2列と第3列は残存していて完全に読み取れる。しかし、端の第1列は欠損している。それを推測して補うのに矛盾しない2通りの手段があるが、それらは単にそれぞれの数の先頭に1を付け加えるかどうかの違いである。次に表に書いてある数字を示す。括弧内は補った1である。
| (1:)59:00:15             | 1:59    | 2:49    | 1  |
| (1:)56:56:58:14:50:06:15 | 56:07   | 1:20:25 | 2  |
| (1:)55:07:41:15:33:45    | 1:16:41 | 1:50:49 | 3  |
| (1:)53:10:29:32:52:16    | 3:31:49 | 5:09:01 | 4  |
| (1:)48:54:01:40          | 1:05    | 1:37    | 5  |
| (1:)47:06:41:40          | 5:19    | 8:01    | 6  |
| (1:)43:11:56:28:26:40    | 38:11   | 59:01   | 7  |
| (1:)41:33:45:14:03:45    | 13:19   | 20:49   | 8  |
| (1:)38:33:36:36          | 8:01    | 12:49   | 9  |
| (1:)35:10:02:28:27:24:26 | 1:22:41 | 2:16:01 | 10 |
| (1:)33:45                | 45      | 1:15    | 11 |
| (1:)29:21:54:02:15       | 27:59   | 48:49   | 12 |
| (1:)27:00:03:45          | 2:41    | 4:49    | 13 |
| (1:)25:48:51:35:06:40    | 29:31   | 53:49   | 14 |
| (1:)23:13:46:40          | 56      | 1:46    | 15 |

これら4列の左にさらにまだ欠けている列があると考えることもできる。これらの数の60進法から10進法への換算はさらに曖昧である。それはバビロニアの60進法の表記は各数が60の何乗を表す桁のものであるかを表すのに特化していなかったからである。

## 解釈

### 直角三角形の辺
各行において第2列の数字は直角三角形の最も短い辺の長さ s、第3列の数字は斜辺の長さ d であると解釈することができる。このとき第1列の数はその三角形の2番目に長い辺の長さを l と置いた時の分数 {\displaystyle \scriptstyle {\frac {s^{2}}{l^{2}}}} もしくは {\displaystyle \scriptstyle {\frac {d^{2}}{l^{2}}}} の値となる。しかし、研究者の間では、これらの数字がどのようにして生成されたかについて議論がある。

### ピタゴラス数
1951年、オットー・ノイゲバウアー (en:Otto E. Neugebauer) はこの表の数がピタゴラス数をなしている（15行のうち13行は原始ピタゴラス数である）ことを指摘し、数論の立場からの解釈を提言した。
例えば第11行は辺の比が3:4:5の直角三角形と相似な直角三角形を表していると解釈できる。また、この値は原始ピタゴラス数の「ユークリッドの式」（(m2 − n2, 2mn, m2 + n2)（m, n は自然数、(m, n) は互いに素，m > n, m − n は奇数（すなわち、偶奇が異なる））における (2, 1) に対応する最小のピタゴラス三角形に対応する。これに基づくと、第11行はこれに m = 1, n = 1/2 と置いたものではないかと解釈しうる（とはいえ 1/2 は自然数ではない）。ノイゲバウアーが言うように、各行をピタゴラス数と解釈したときに、「2番目に大きい項」が正則数（en:regular number。素因数分解したときに、2, 3, 5 以外の素因数を持たない自然数）であることを指摘した。「(m, n) から生成される。この m, n は正則である」という主張は誤っており、(8, 7) は「互いに素であり、偶奇が異なっている」が、7 は正則数ではない。
ノイゲバウアーの説明はコンウェイとガイ (1996) にも例として引用された一つである。しかし、ロブソンは「ノイゲバウアーの理論はどのようにしてこの (m, n) が選ばれたのかを説明していない」と反論している。「互いに素な正則数の組は60までには92組あるが、その内15組しか表に記載されていない。さらに、なぜこの順番で表に記されたか、第1列の数が何の目的で使われたかを説明していない」と批判した。

### 三角関数
1995年、ジョイスは三角関数と関連付けて説明した。第1列の数は最も短い辺の対角の余弦または正接（数の先頭に1を補うかどうかにより決まる）の2乗であり、その角の大きさは各行間ではおよそ1度刻みで増加しているとする。しかし、ロブソンは言語学の立場からこの理論を「概念的で時代錯誤」と主張している。その理論が当時のバビロニアの数学の記録に存在しない、他の考えに基づくところが多いからである。

### アメリカ数学協会およびロブソンの解釈
2002年、アメリカ数学協会 (MAA) は、ロブソンの以前の粘土板に対する数学的な解釈を発表した。ロブソンは、プリンプトン322が「正則な逆数の組の表」であるといえる歴史的、文化的および言語学的な証拠を示し、「プリンプトン322の作者はプロの数学者でもアマチュアでもない。それよりもむしろ作者は教師であり、その粘土板が「正則な逆数の組の表」であり、「プリンプトン322は練習用の課題であると思われる」と述べた調査結果を発表した。MAAはその調査結果に対しロブソンにレスター・R・フォード賞を授与した。
ロブソンは別の粘土板「YBC 6967」という、ほぼ同時代の、同じ場所で発掘されたものに基づいて解釈している。この粘土板は次の形式の二次方程式の解法が書かれている。
{\displaystyle \scriptstyle x-{\frac {1}{x}}=C}
ここで、v1 = c/2, v2 = v12, v3 = 1 + v2, v4 = v31/2 とおく。そうすると、x = v4 + v1, 1/x = v4 − v1 と表される。
以上の議論は、「ピタゴラスの三つ組み数」(en:Pythagorean triple)に精しい。
これを基に、プリンプトン322の列は次のような値として解釈される。番号順の正則数の x と 1/x について、第1列、第2列、第3列はそれぞれ v3, v1, v4 となる。たとえば、第11行目は x = 2 のときと表される。この解釈では、第1列の左側の欠けた部分の数も補完することができる。この解釈においては、4列のさらに左にあって欠けている列には正則数である x や 1/x が番号順に現れる。
ロブソンはこの粘土板が当時の数学的な「方法、すなわち、逆数の組、幾何学的な図形の切り貼り、平方完成、正則な共通因数での除算といった、書記官の学校で学ぶ全ての単純なテクニック」を表していること、その作者が当時の「ラルサの神殿や宮殿」でよく使われた文章の形式に精通しているように思われることを指摘している。従って、ロブソンは作者が生徒というよりもむしろ「プロの書記官の役人」で、「神殿管理者を経験した」「およそ六人の古代メソポタミアの教師」と面識のある人物であると主張している。
結局、ロブソンはプリンプトン322が「同じ数学的な作業を15回、それぞれに異なった規則正しい正則数のグループに対して繰り返している」ことを記している。また、彼女は「このことは教師が生徒に同じ数学の問題を繰り返し練習させ、自分で計算を繰り返すことなく計算の途中でおいた変数や、最終的な答えをチェックすることを可能にしただろう」と指摘している。したがって、プリンプトン322は役人によって書かれたようであるが、「その系統立てられた構成が『教師』の問題リストともいうべき学校の数学文章の部類に最も似ている」ため、それはむしろ役人のために書かれたものではないようである。ロブソンはまた別の粘土板「BM 80209」との類似性も指摘している。
以上より、この粘土板は一連の宿題であり、YBC 6967で見られる手段に基づいて計算の練習をしたものと解釈できる。ロブソンは「これは教師が生徒への課題として出したものではないか」と主張している。

### 長方形
「短辺と長辺と対角線がすべて自然数である長方形」はピタゴラス数と一意に対応し、そのうち原始ピタゴラス数は『その自然数が互いに素である』ものと定義される。 原始ピタゴラス数の一般形は、ギリシャ時代に一般的になった「m, n が互いに素であり、偶奇が異なる」2数と一意対応するという性質のほかに、7世紀インドのブラフマグプタによる「相異なる2つの奇数 p, q が互いに素である」二数と一意対応するという性質がある。
前者のユークリッドの式によれば、プリンプトン322の行数は、0 < m < n < 180 の範囲において18行でなければならない。すなわち、(m, n) は (1, 2), (2, 7), (4, 9), (5, 12), (8, 15), (9, 20), (12, 25), (15, 32), (25, 48), (25, 54), (27, 50), (27, 64), (32, 75), (40, 81), (54, 125), (64, 125), (64, 136), (81, 160) となる。これに対して、後者のブラフマグプタの式の定義によると、0 < p < q < 180 の範囲においてプリンプトン322に記された15行という行数と一致する。すなわち (p, q) は 0 < p < q < 180 の範囲において (1, 3), (5, 9), (5, 13), (7, 17), (7, 23), (11, 29), (13, 37), (17, 47), (23, 73), (23, 77), (29, 79), (37, 91), (41, 121), (43, 107), (71, 179) となる。
よって、
| 1  | (7, 17)   | {119,(120,)169}               | 1.008 |
| 2  | (37, 91)  | {3367,(3456,)4825}            | 1.026 |
| 3  | (43, 107) | {4601,(4800,) 6649}           | 1.043 |
| 4  | (71, 179) | {12709,(13500,) 18541}        | 1.062 |
| 5  | (5, 13)   | {65,(72,) 97}                 | 1.108 |
| 6  | (11, 29)  | {319,(360,) 481}              | 1.129 |
| 7  | (29, 79)  | {2291,(2700,) 3541}           | 1.179 |
| 8  | (17, 47)  | {799,(960,) 1249}             | 1.202 |
| 9  | (13, 37)  | {481,(600,) 769}              | 1.247 |
| 10 | (41, 121) | {4961,(6480,) 8161}           | 1.306 |
| 11 | (1, 3)    | {3,(4,)5}×15={45,(60,) 75}    | 1.333 |
| 12 | (23, 73)  | {1679,(2400,) 2929}           | 1.429 |
| 13 | (7, 23)   | {161,(240,) 289}              | 1.491 |
| 14 | (23, 77)  | {1771,(2700,) 3229}           | 1.525 |
| 15 | (5, 9)    | {23,(45),53}×2={56,(90,) 106} | 1.607 |

（長辺はすべて正則数）である。この値はプリンプトン322に記された値と一致するが、「なぜ行11と行15が原始ピタゴラス数ではないのか」という点においては議論がある。
行11の長辺 60 の約数として 1,2,3,4,5,6 が現れることと、行15 の面積である 5,040 の約数として 1,2,3,4,5,6,7,8,9,10 が現れることから、「プリンプトン322は、古代バビロニアにおける、書記の神（ナブー）に捧げられた、日本でいう算額ではないか」という風説もあるが、あくまで推測の域を出ておらず、学説としての条件を満たしていない。また、粘土板の向かって左側が切断されているように見える理由として、「最初は黄金比で作ったが、割れそうな気がするので、白銀比に改変した」という推測もありうるが、これも推測の域を出ていない。